# سلامون
قرية سلامون هي إحدى القرى التابعة لمركز طما بمحافظة سوهاج في جمهورية مصر العربية. حسب إحصاءات سنة 2006، بلغ إجمالي السكان في سلامون 13735 نسمة، منهم 7027 رجل و6708 امرأة.